# Poliuretan

Sinteza poliuretanului; se observă grupele uretan –NH–(C=O)–O– care leagă unitățile moleculare.

Poliuretanul (abreviat PU) este un polimer ce se obține prin condensarea poliolilor combinați cu poliizocianați, în finarea legarea moleculelor făcându-se prin grupe carbamat (uretan). Prin modificarea chimică calitativă și cantitativă a componenților ce alcătuiesc poliuretanul se pot obține materii prime pentru nenumărate produse cum ar fi: elastomeri, adezivi și etanșanți de înaltă performanță, vopsele, fibre, produse ambalare, garnituri, prezervative, componente de automobile, în industria de construcții, mobilier și multe alte aplicații, chiar și în medicină.

Datorită acestor modificări ale componentei chimice, produse de poliuretan se pot împărți în 2 mari categorii: rigide și flexibile.